# Bodibeng
Bodibeng – wieś w Botswanie w dystrykcie North West. Sąsiaduje z Deltą Okawango i wyschniętym jeziorem Makgadikgadi. Według spisu ludności z 2001 roku wieś liczyła 472 mieszkańców.